# Guidelines International Network
La Red Internacional de Guías (Guidelines International Network (G-I-N)) pretende mejorar la calidad de la atención sanitaria promocionando el desarrollo sistemático de guías así como su aplicación en la práctica mediante el fomento de la colaboración internacional. Se trata de una red internacional de organizaciones e individuos interesados e involucrados en las Guías de Práctica Clínica.
Fundada en noviembre de 2002, G-I-N es una asociación sin fines de lucro, constituida como una Sociedad de Garantía escocesa con n.º SC243691, reconocida como una institución benéfica escocesa con n.º SC034047. Actualmente la componen 93 organizaciones miembros y 89 miembros individuales (enero de 2012), que provienen de alrededor de 46 países de todos los continentes.
La biblioteca de Guías Internacional, G-I-N International Guideline Library Archivado el 17 de agosto de 2010 en Wayback Machine. es la mayor biblioteca y contiene guías periódicamente actualizadas así como publicaciones de los miembros de G-I-N. En enero de 2012 están disponibles más de 7400 documentos.

## Visión
La Visión de G-I-N es liderar el área del desarrollo e implementación de las Guías.

## Objetivos
Los principales objetivos de G-I-N son:
- Promover las mejores prácticas,[4] mediante el desarrollo de oportunidades de aprendizaje y habilidades prácticas, así como estableciendo estándares.
- Ayudar a los miembros mediante la reducción de la duplicación de esfuerzos y la mejora de la eficiencia y la efectividad del desarrollo, adaptación, diseminación e implementación de guías basadas en la evidencia.
- Crear una red de colaboración para las organizaciones que elaboran guías, para Las personas usuarias finales (profesionales sanitarios, responsables de políticas sanitarias y consumidores) y para las partes interesadas.

## Actividades
G-I-N organiza conferencias anuales en todo el mundo:
- 2005 Lyon, Francia
- 2006 Budapest, Hungría
- 2007 Toronto, Canadá
- 2008 Helsinki, Finlandia
- 2009 Transferencia de la Evidencia a diferentes países. Archivado el 19 de junio de 2010 en Wayback Machine. Lisboa, Portugal
- 2010 Integración el Conocimiento, Mejorar los resultados. Archivado el 19 de junio de 2010 en Wayback Machine. Chicago, Estados Unidos
- 2011 Integrando evidencia, principios y práctica. (enlace roto disponible en Internet Archive; véase el historial, la primera versión y la última). Seoul, Corea
- 2012 Evidencia global. Diversidad internacional. Archivado el 10 de julio de 2011 en Wayback Machine. Berlín, Alemania

Además de la creación de la Biblioteca internacional de guías, G-I-N ha desarrollado grupos de trabajo sobre:
- Tablas evidencia Archivado el 7 de julio de 2010 en Wayback Machine.
- Adaptación de Guías Archivado el 7 de julio de 2010 en Wayback Machine.
- Implementación de guías Archivado el 7 de julio de 2010 en Wayback Machine.
- Profesiones aliadas en Salud y Guías Archivado el 7 de julio de 2010 en Wayback Machine.
- Implicación de la población y pacientes Archivado el 7 de julio de 2010 en Wayback Machine. (G-I-N PUBLIC)
- Cuidados en Emergencia Archivado el 7 de julio de 2010 en Wayback Machine.

## Miembros
La lista de miembros está disponible en la página web de G-I-N